# Nauka (módulo da ISS)
Nauka ou Módulo do Laboratório Multifuncional é um módulo russo da Estação Espacial Internacional. Será acoplado ao módulo Zvezda.
O lançamento do Nauka, inicialmente planejado para 2007, tem sido atrasado por vários motivos. Em junho de 2019, o lançamento foi marcado para 2021. Depois dessa data, as garantias de alguns sistemas do Nauka vão começar a expirar. O Nauka foi lançado no dia 21 de julho de 2021, e apesar de algumas dificuldades iniciais, o módulo se acoplou com sucesso à Estação no dia 29 de julho de 2021.

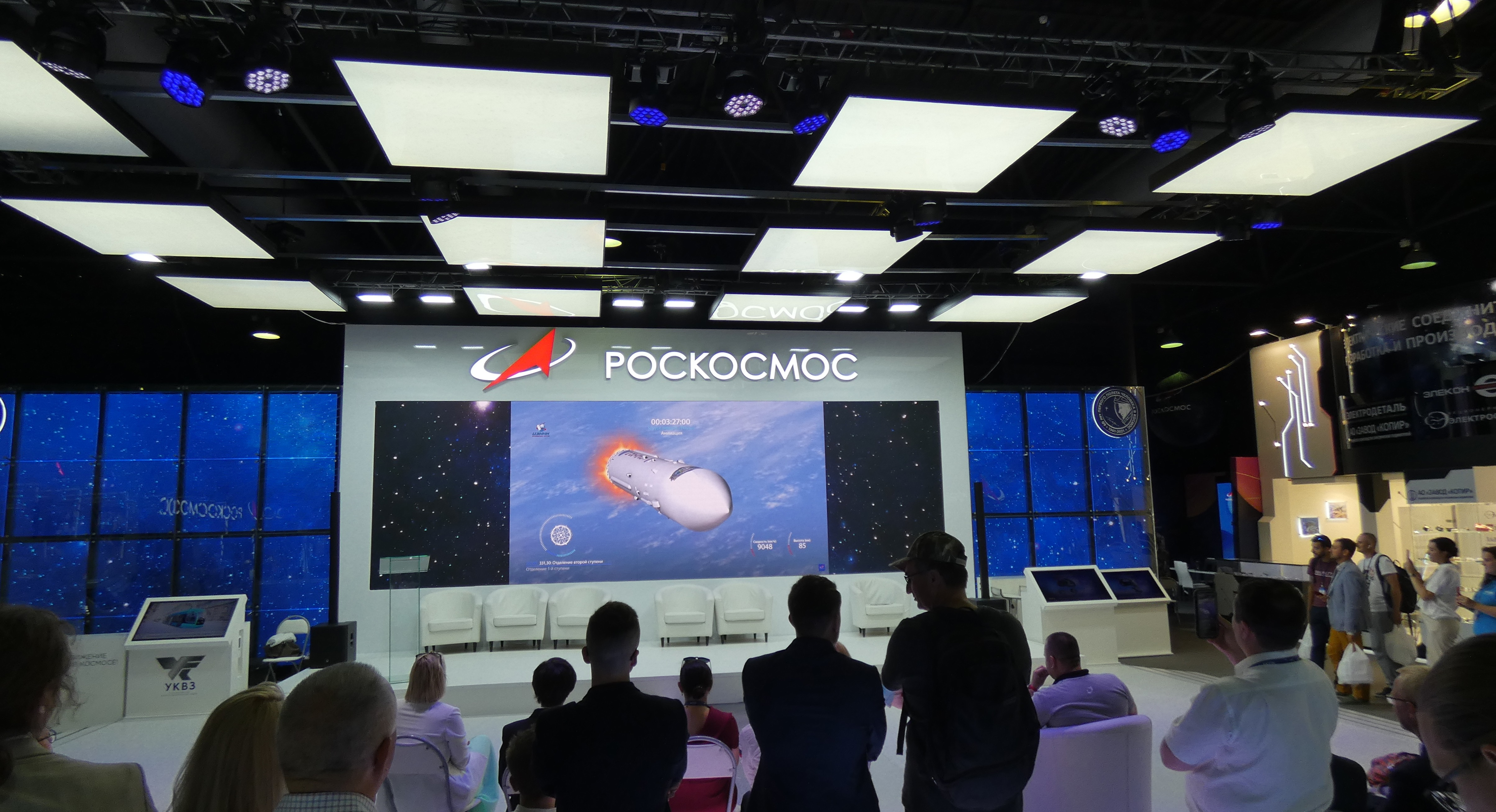
Transmissão ao vivo do lançamento no Pavilhão Roscosmos no salão aeroespacial Internacional 2021

O MLM será utilizado para experiências, para a acoplagem das cápsulas Soyuz e dos veículos de carga Progress. Também servirá como local de trabalho e descanso para a tripulação, e estará equipado com um sistema de controle de altitude que possa ser usado como reserva pela ISS. Servirá também como suporte para o Braço Robótico Europeu.

## Especificações
- Comprimento: 12,56 m
- Diâmetro: 4,11 m
- Massa: 19,000 kg